# Mondor Glacier
Mondor Glacier är en glaciär i Antarktis. Den ligger i Västantarktis. Argentina, Chile och Storbritannien gör anspråk på området. Mondor Glacier ligger 285 meter över havet.
Terrängen runt Mondor Glacier är huvudsakligen kuperad, men åt sydväst är den platt. En vik av havet är nära Mondor Glacier åt sydväst. Trakten är glest befolkad. Närmaste befolkade plats är Esperanza Base, 8,5 kilometer nordost om Mondor Glacier.